# Aimé Brusset
Aimé Brusset est un footballeur français né le 28 janvier 1918 à Agde. Il évoluait au poste de défenseur. L'orthographe de son nom est en réalité Bruset. Il est décédé à Nice le 27 juillet 1994.